# Január 23.
Január 23. az év 23. napja a Gergely-naptár szerint. Az évből még 342 (szökőévekben 343) nap van hátra.
Névnapok: Rajmund, Zelma + Alfonz, Amázia, Bertram, Emerencia, Emerka, Emese, Ildefonz, Janek, János, Manyi, Maréza, Mari, Mária, Mariella, Marinka, Marion, Marióra, Mariska, Masa, Milli, Mimi, Miriam, Mirjam, Moira, Molli, Rajmond

## Események

### Politikai események
- 1531 – I. Ferdinánd király és Szapolyai János király képviselői három hónapra szóló fegyverszünetet kötnek Visegrádon.[1] Ez az ország három részre szakadásának első közjogi elismerése.
- 1867 – Az olasz királyi dekrétum értelmében hivatalosan feloszlatják az Olaszországban szolgálatot teljesítő magyar légiót.
- 1940 – Galeazzo Ciano olasz külügyminiszter és Ante Pavelić usztasa vezető titkos egyezménye a leendő olasz–horvát vám-, pénz- és perszonálunióról.
- 1945 – Elhagyja Magyarországot az "Aranyvonat”, mely a Magyar Nemzeti Bank arany- és devizakészletét, a Corvinákat, és a zsidóktól elkobzott értékeket menekíti nyugatra a szovjet hadsereg elől.
- 1950 – Az Izraeli parlament Jeruzsálemet Izrael Állam fővárosává teszi.
- 2008
  - Kosztasz Karamanlisz személyében 49 év óta először látogat görög kormányfő Törökországba.
  - Moszkvában tárgyal Julija Timosenko ukrán és Viktor Zubkov orosz miniszterelnök.

### Tudományos és gazdasági események
- 1895 – Carsten Egeberg Borchgrevink norvég természettudós, sarkkutató elsőként lép az Antarktika kontinens földjére.
- 1960 – Jacques Piccard francia tudós, mélytengeri búvárhajóval, 12 000 méter mélyre ereszkedik, a Csendes-óceáni Mariana-árokban, a világ legmélyebb pontján.

### Sportesemények
- 1972 – Formula–1 argentin nagydíj, Buenos Aires - Győztes: Jackie Stewart (Tyrrell Ford)
- 1977 – Formula–1 brazil nagydíj, Interlagos - Győztes: Carlos Reutemann (Ferrari)
- 1982 – Formula–1 dél-afrikai nagydíj, Kyalami - Győztes: Alain Prost (Renault Turbo)

### Egyéb események
- 2002 – A tárnoki Radics Attila és családjának eltűnése.
- 2008 – A lengyelországi Mirosławiec katonai repülőterén leszállás közben lezuhan a Lengyel Légierő CASA C–295–m típusú, spanyol gyártmányú repülőgépe négyfős legénységgel és 16 utassal.
- 2009 – Belgiumban a város Sint-Gillis-bij-Dendermonde nevű részében sor kerül a Dendermonde-i bölcsődei támadásra.
- 2025 – Elektronikus levélben több mint 250 magyarországi (elsősorban fővárosi) köznevelési intézmény kapott bombafenyegetésre utaló üzenetet (végül azonban egyetlen iskolában sem találtak robbanószerkezetet).[2]

## Születések
- 1585 – Ward Mária a Boldogságos Szűz Mária Intézete (Institutum Beatae Mariae Virginis) rendalapítója († 1645)
- 1688 – Ulrika Eleonóra svéd királynő († 1741)
- 1734 – Kempelen Farkas magyar mérnök, feltaláló († 1804)
- 1783 – Stendhal francia író († 1842)
- 1790 – Johann Jakob Heckel osztrák zoológus, ichthiológus és állatpreparátor, az MTA külföldi levelező tagja († 1857)
- 1813 – Turóczy Mózes magyar rézműves mester, ő öntötte Gábor Áron ágyúit.  († 1896)
- 1825 – Albert Midlane angol keresztény énekszerző († 1909)
- 1832 – Édouard Manet francia impresszionista festő († 1883)
- 1840 – Ernst Abbe német matematikus, fizikus, egyetemi tanár, a Karl Zeiss Optikai Művek tulajdonosaként, ő vezette be először a napi nyolc órás munkarendet († 1905)
- 1855 – John Moses Browning amerikai fegyvertervező († 1926)
- 1857 – Andrija Mohorovičić horvát meteorológus, geofizikus († 1936)
- 1859 – Beleznay Antal karnagy, zeneszerző († 1915)
- 1862 – David Hilbert német matematikus, a 19. és a korai 20. század egyik legkiemelkedőbb matematikusának tartják († 1943)
- 1883 – Baló Zoltán magyar katonatiszt, posztumusz vezérőrnagy († 1966)
- 1885 – Fülep Lajos református lelkész, művészettörténész, művészetfilozófus († 1970)
- 1887
  - Kállay Miklós politikus, miniszterelnök († 1967)
  - Reményi József szobrászművész, érem- és plakettművész († 1977)
- 1891 – Vitéz Attila magyar földbirtokos, országgyűlési képviselő († 1953)
- 1898
  - Szergej Mihajlovics Eisenstein orosz filmrendező († 1948)
  - Széchenyi Zsigmond magyar író, vadász, Afrika-utazó († 1967)
- 1907 – Jukava Hideki Nobel-díjas japán elméleti fizikus († 1981)
- 1908 – Konecsni György magyar festőművész, grafikus, bélyegtervező († 1970)
- 1910 – Django Reinhardt roma származású dzsessz-gitáros, az európai dzsessz kiemelkedő alakja, műfajteremtő újítója († 1953)
- 1915 – Berardo Taraschi olasz autóversenyző († 1997)
- 1923 – Mellétey Magda magyar költő, író, meseíró, dalköltő  († 1984)
- 1926 – Rozgonyi Iván magyar költő, műfordító, újságíró († 1998)
- 1928 – Jeanne Moreau francia színésznő († 2017)
- 1929 – Polányi János Nobel-díjas magyar kémikus
- 1934 – Madarász Katalin magyar nótaénekesnő
- 1940 – Miller Lajos Kossuth-díjas magyar operaénekes, a nemzet művésze
- 1940 – Werner Krämer német labdarúgó († 2010)
- 1944 – Tahi Tóth László Kossuth-díjas színművész, érdemes és kiváló művész († 2018)
- 1950 – Richard Dean Anderson amerikai színész, producer
- 1953 – Nagy György magyar televíziós műsorvezető, szerkesztő († 2017)
- 1953 – Pavlo Ivanovics Lazarenko ukrán politikus, Ukrajna miniszterelnöke
- 1964 – Hargitay Mariska magyar származású amerikai filmszínésznő
- 1972 – Szűcs Gabi Emerton-díjas magyar énekesnő
- 1976 – Csizmadia Gergely magyar színész
- 1977 – Völgyesi Gabriella magyar énekesnő, jogász
- 1982 – Hollik István magyar politikus, országgyűlési képviselő, kormányszóvívő
- 1984
  - Arjen Robben holland labdarúgó
  - Pálmai Anna magyar színésznő
- 1989 – April Pearson angol színésznő
- 1997 – Trill Beatrix magyar színésznő
- 1998 – XXXTentacion, amerikai rapper († 2018)

## Halálozások
- 1002 – III. Ottó német-római császár (* 980)
- 1252 – I. Izabella örmény királynő (* 1212/13)
- 1567 – Ming Csia-csing kínai császár 1521-től haláláig (* 1507)
- 1662 – Kemény János erdélyi fejedelem  (* 1607)
- 1830 – Virág Benedek költő, tanár, műfordító, pálos szerzetes, később világi pap  (* 1752 vagy 1754)
- 1837 – John Field ír származású zeneszerző (* 1782)
- 1843 – Friedrich de la Motte Fouqué német romantikus író (* 1777)
- 1850 – Kolosy György 1848-as honvéd százados (* 1824)
- 1862 – Willem Hendrik de Vriese holland botanikus (* 1806)
- 1868 – Erdélyi János ügyvéd, költő, az MTA rendes tagja, a Kisfaludy Társaság titkára (* 1814)
- 1883 – Gustave Doré francia festő, szobrász, illusztrátor (* 1832)
- 1891 – Simor János bíboros, esztergomi érsek (* 1813)
- 1902 – Bakay Nándor szakíró, kötélgyáros (* 1833)
- 1939 – Matthias Sindelar osztrák labdarúgó (* 1903)
- 1944 – Edvard Munch norvég expresszionista festőművész, grafikus (* 1863)
- 1945 – Konek Frigyes kémikus, vegyészmérnök, az MTA tagja (* 1867)
- 1956 – Korda Sándor magyar filmrendező (* 1893)
- 1963 – Józef Gosławski lengyel szobrász- és éremművész (* 1908)
- 1970 – Götz Gusztáv Európa-bajnok evezős (* 1900)
- 1976 – Paul Robeson amerikai színész, dalénekes, atléta, polgárjogi aktivista, Lenin-díjas (* 1898)
- 1981 – Palló Imre magyar tanár, újságíró, országgyűlési képviselő (* 1904)
- 1989 – Salvador Dalí katalán festőművész (* 1904)
- 1996 – Cliff Griffith amerikai autóversenyző (* 1916)
- 1999 – Joe D'Amato olasz filmrendező (* 1936)
- 2003 – Johnny Mauro amerikai autóversenyző (* 1910)
- 2003 – Pécsi Márton Széchenyi-díjas magyar földrajztudós, geomorfológus, térképész, az MTA tagja (* 1923)
- 2006 – Jancsó Adrienne Kossuth-díjas előadóművész (* 1921)
- 2006 – Szűcs István magyar színész, a Győri Nemzeti Színház Örökös Tagja (* 1942)
- 2014 – Várady Béla magyar válogatott labdarúgó (* 1953)
- 2014 – Ferrari Violetta Jászai Mari-díjas magyar színésznő (* 1930)
- 2015 – Abdullah szaúdi király (* 1924)
- 2017 – Iványi Antal informatikus, egyetemi tanár (* 1942)
- 2021 – Larry King amerikai újságíró, a CNN műsorvezetője (Larry King Live) (* 1933)
- 2024 – Frank Farian (sz. Franz Reuther) német énekes, producer, a Boney M. együttes alapítója (* 1941)

## Ünnepek, emléknapok, világnapok
- Szűz Mária eljegyzése (Boldogasszony menyegzője), régi katolikus ünnep[3]
- Kaposvár napja